# Брендон, Эрик
Эрик Брендон Пиньейро да Силва (порт. Erick Brendon Pinheiro da Silva; род. 23 мая 1995, Нитерой, Рио-де-Жанейро) — бразильский футболист, полузащитник клуба «Вернаму».

## Клубная карьера
Футболом начал заниматься в шестилетнем возрасте в «Вила Олимпика да Мангейра». Затем на молодёжном уровне выступал за «Фламенго» и «Ботафого». В 2016 году на правах аренды выступал за «Америку» из Рио-де-Жанейро в чемпионате штата. Затем выступал ещё за ряд бразильских клубов, таких как «Португеза» из Рио-де-Жанейро, «Сентрал», «Барра да Тижука» и «Гойтаказ».
В феврале 2019 года Эрик Брендон стал игроком шведского «Вернаму». Вместе с ним в 2020 году стал победителем первого шведского дивизиона. По итогам следующего сезона завоевал золото в Суперэттане, в результате чего клуб впервые в своей истории вышел в Алльсвенскан. 3 апреля 2022 года в матче первого тура с «Гётеборгом» дебютировал за клуб в чемпионате Швеции, появившись на поле с первых минут и в середине второго тайма уступив место Чарли Виндехаллю.

## Достижения
Вернаму:
- Победитель Суперэттана: 2020

## Клубная статистика
| Выступление      | Выступление      | Выступление      | Лига | Лига | Кубки | Кубки | Конт. кубки | Конт. кубки | Итого | Итого |
| Клуб             | Лига             | Сезон            | Игры | Голы | Игры  | Голы  | Игры        | Голы        | Игры  | Голы  |
| ---------------- | ---------------- | ---------------- | ---- | ---- | ----- | ----- | ----------- | ----------- | ----- | ----- |
| Вернаму          | Дивизион 1       | 2019             | 11   | 0    | 3     | 0     | 0           | 0           | 14    | 0     |
| Вернаму          | Дивизион 1       | 2020             | 30   | 1    | 0     | 0     | 0           | 0           | 30    | 1     |
| Вернаму          | Суперэттан       | 2021             | 26   | 1    | 1     | 0     | 0           | 0           | 27    | 1     |
| Вернаму          | Алльсвенскан     | 2022             | 4    | 0    | 0     | 0     | 0           | 0           | 4     | 0     |
| Вернаму          | Итого            | Итого            | 71   | 2    | 4     | 0     | 0           | 0           | 75    | 2     |
| Всего за карьеру | Всего за карьеру | Всего за карьеру | 71   | 2    | 4     | 0     | 0           | 0           | 75    | 2     |